# 栗喉蜂虎
栗喉蜂虎（閩南語：棋盤鳥）是佛法僧目蜂虎科蜂虎屬下的一種鳥類。這個物種主要以飛行昆蟲為食，是分佈於東亞、東南亞及南亞之間的遷徙性侯鳥。
栗喉蜂虎體長約25至28公分之間，羽毛顏色豐富：頭頂和頸部呈綠色，喉部呈現栗色，背部和翅膀則帶有綠色和藍色的羽毛，鳥喙黑色，兩性基本外觀相似。這種鳥類通常生活在各種靠近水源的地區，並偏好有裸露地面的地方。其繁殖季節通常在三月至六月之間，採一夫一妻制成對或群體築巢，挖掘土壁作為巢穴。雌鳥每次產卵4—7枚，22—26天孵化，20—24天後離巢，但離巢後的幼鳥仍會跟隨親鳥一段時間向其學習捕食技巧及遷徙的準備。
目前栗喉蜂虎在《國際自然保護聯盟瀕危物種紅色名錄》中因其棲地廣大、趨勢穩定，而被列為無危物種。在臺灣，亦有相關的保育計畫以了解其相關生態。

## 命名與分類
栗喉蜂虎的科學性描述首見於1760年，法國動物學家马蒂兰·雅克·布里松就已將該物種賦予一名。後來，瑞典生物學家卡尔·林奈在其《自然系统》第十二版內，沿用布里松的資料，並被正式命名為。傳統上因第十二版出版於1766年的緣故，栗喉蜂虎的命名年份曾被寫作1766年，但因提及該物種的勘誤表出版於1767年，因此其命名年份現在多標示為1767年。
|  | 彩虹蜂虎 |
|  |          |
|  | 黃喉蜂虎 |
|  |          |

|  | \| \| 藍頰蜂虎 \| \| \| \| \| \| 馬達加斯加橄綠蜂虎 \| \| \| \| |
|  |                                                                 |
|  | 栗喉蜂虎                                                        |
|  |                                                                 |
|  | 藍頰蜂虎                                                        |
|  |                                                                 |
|  | 馬達加斯加橄綠蜂虎                                              |
|  |                                                                 |

|  | 藍頰蜂虎           |
|  |                    |
|  | 馬達加斯加橄綠蜂虎 |
|  |                    |

|  | 彩虹蜂虎 |
|  |          |
|  | 黃喉蜂虎 |
|  |          |

|  | \| \| 藍頰蜂虎 \| \| \| \| \| \| 馬達加斯加橄綠蜂虎 \| \| \| \| |
|  |                                                                 |
|  | 栗喉蜂虎                                                        |
|  |                                                                 |
|  | 藍頰蜂虎                                                        |
|  |                                                                 |
|  | 馬達加斯加橄綠蜂虎                                              |
|  |                                                                 |

|  | 藍頰蜂虎           |
|  |                    |
|  | 馬達加斯加橄綠蜂虎 |
|  |                    |

|  | 彩虹蜂虎 |
|  |          |
|  | 黃喉蜂虎 |
|  |          |

|  | \| \| 藍頰蜂虎 \| \| \| \| \| \| 馬達加斯加橄綠蜂虎 \| \| \| \| |
|  |                                                                 |
|  | 栗喉蜂虎                                                        |
|  |                                                                 |
|  | 藍頰蜂虎                                                        |
|  |                                                                 |
|  | 馬達加斯加橄綠蜂虎                                              |
|  |                                                                 |

|  | 藍頰蜂虎           |
|  |                    |
|  | 馬達加斯加橄綠蜂虎 |
|  |                    |

|  | 彩虹蜂虎 |
|  |          |
|  | 黃喉蜂虎 |
|  |          |

|  | \| \| 藍頰蜂虎 \| \| \| \| \| \| 馬達加斯加橄綠蜂虎 \| \| \| \| |
|  |                                                                 |
|  | 栗喉蜂虎                                                        |
|  |                                                                 |
|  | 藍頰蜂虎                                                        |
|  |                                                                 |
|  | 馬達加斯加橄綠蜂虎                                              |
|  |                                                                 |

|  | 藍頰蜂虎           |
|  |                    |
|  | 馬達加斯加橄綠蜂虎 |
|  |                    |

|  | 彩虹蜂虎 |
|  |          |
|  | 黃喉蜂虎 |
|  |          |

|  | \| \| 藍頰蜂虎 \| \| \| \| \| \| 馬達加斯加橄綠蜂虎 \| \| \| \| |
|  |                                                                 |
|  | 栗喉蜂虎                                                        |
|  |                                                                 |
|  | 藍頰蜂虎                                                        |
|  |                                                                 |
|  | 馬達加斯加橄綠蜂虎                                              |
|  |                                                                 |

|  | 藍頰蜂虎           |
|  |                    |
|  | 馬達加斯加橄綠蜂虎 |
|  |                    |

|  | 彩虹蜂虎 |
|  |          |
|  | 黃喉蜂虎 |
|  |          |

|  | \| \| 藍頰蜂虎 \| \| \| \| \| \| 馬達加斯加橄綠蜂虎 \| \| \| \| |
|  |                                                                 |
|  | 栗喉蜂虎                                                        |
|  |                                                                 |
|  | 藍頰蜂虎                                                        |
|  |                                                                 |
|  | 馬達加斯加橄綠蜂虎                                              |
|  |                                                                 |

|  | 藍頰蜂虎           |
|  |                    |
|  | 馬達加斯加橄綠蜂虎 |
|  |                    |

|  | 彩虹蜂虎 |
|  |          |
|  | 黃喉蜂虎 |
|  |          |

|  | \| \| 藍頰蜂虎 \| \| \| \| \| \| 馬達加斯加橄綠蜂虎 \| \| \| \| |
|  |                                                                 |
|  | 栗喉蜂虎                                                        |
|  |                                                                 |
|  | 藍頰蜂虎                                                        |
|  |                                                                 |
|  | 馬達加斯加橄綠蜂虎                                              |
|  |                                                                 |

|  | 藍頰蜂虎           |
|  |                    |
|  | 馬達加斯加橄綠蜂虎 |
|  |                    |

|  | 彩虹蜂虎 |
|  |          |
|  | 黃喉蜂虎 |
|  |          |

|  | \| \| 藍頰蜂虎 \| \| \| \| \| \| 馬達加斯加橄綠蜂虎 \| \| \| \| |
|  |                                                                 |
|  | 栗喉蜂虎                                                        |
|  |                                                                 |
|  | 藍頰蜂虎                                                        |
|  |                                                                 |
|  | 馬達加斯加橄綠蜂虎                                              |
|  |                                                                 |

|  | 藍頰蜂虎           |
|  |                    |
|  | 馬達加斯加橄綠蜂虎 |
|  |                    |

其屬名來自古希臘語的，即指稱蜂虎。:251而種小名則指菲律賓群島。:303而其模式產地也位於菲律賓。:338
這個物種與藍頰蜂虎及馬達加斯加橄綠蜂虎的聲音及行為類似，常常視為是一組超種，並因此有時會被併入具有命名優先權的馬達加斯加橄綠蜂虎內，但現認定為獨立物種。:338栗喉蜂虎曾根據羽色的不同而另下屬三個亞種：、及，但因這些亞種間差異過於微小而被合併，現今為單型種。:338
在金門縣，因其巢穴散佈猶如棋盤，因此得名「棋盤鳥」此一閩南語名稱；且因為栗喉蜂虎是當地的夏侯鳥，因被暱稱「夏日精靈」。在中國大陸則享有「中国最美小鸟」一名。

## 形態描述
栗喉蜂虎的體長29公分（若包含尾部延伸段可再增加7公分），體重平均約29—43公克。:338其鳥喙寬平均約7.0公釐、深平均約7.4公釐、嘴峰長平均約42.1公釐，翼長平均約12.95公分；跗蹠平均長約13.0公釐，尾長平均約10.6公分。而其壽命至少可達五年。

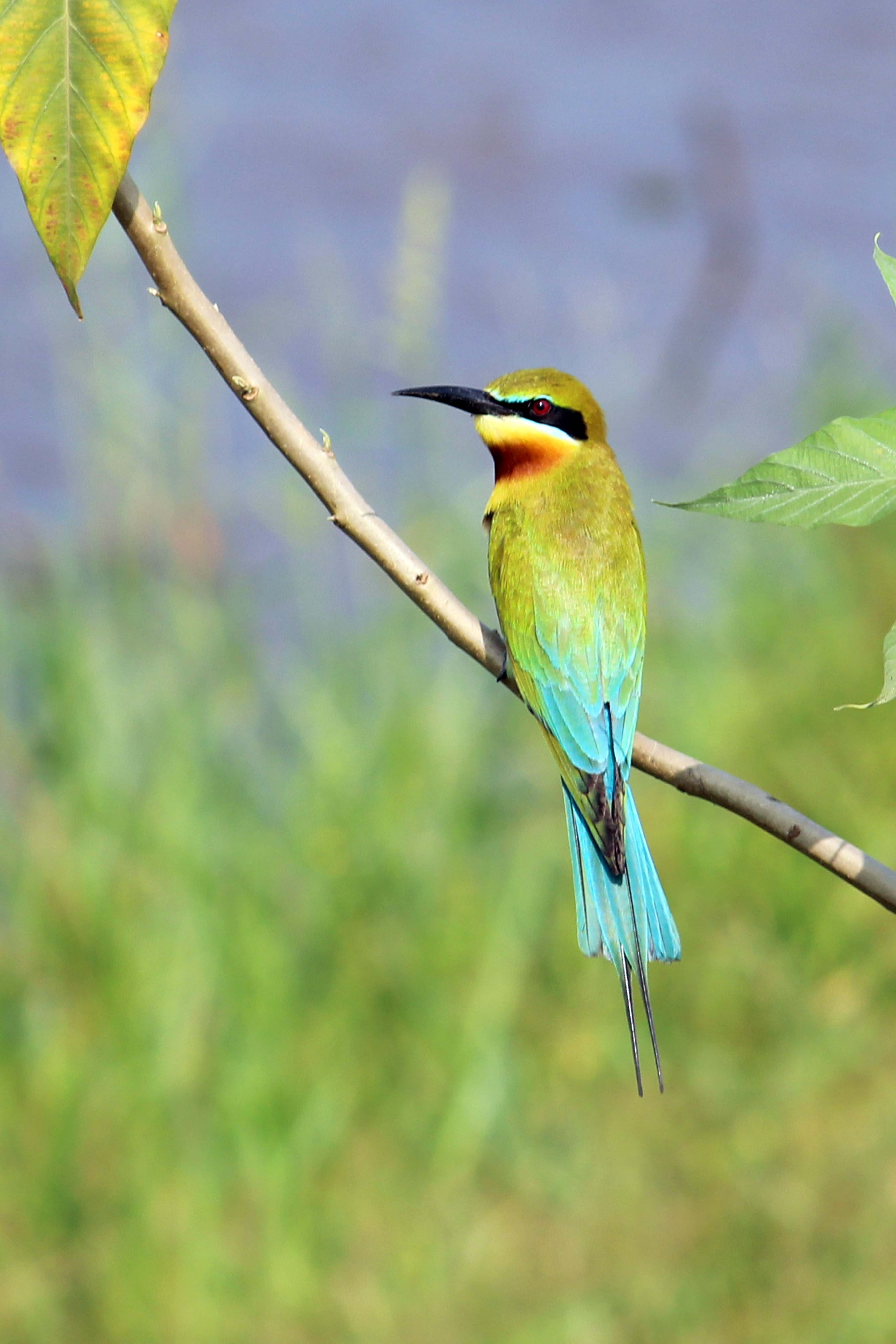
中央尾羽延長段為蜂虎科物種所共有的特徵，而當中栗喉蜂虎以其藍色的羽毛為主要的辨別特徵之一

成鳥的虹膜紅色；鳥喙黑色、偏長而尖且略下彎；腳黑褐色。頭部顏色較多，頷部鮮黃色，且具有一條寬闊的黑色且上下緣淺藍色的眼帶貫穿，喉部栗紅色。頭頂至背部為橄欖綠帶黃褐色光澤，翅膀橄欖綠帶藍色，腰部起自尾羽為天藍色而中央尾羽延長；胸、腹部黃綠色；翅膀內部栗褐色、後緣為黑褐色。幼鳥羽毛光澤較淡，且中央尾羽較短。
雖然其外觀雌雄相似，但在紫外線光譜下，雄鳥的栗色喉部及綠色體羽顏色更為鮮艷，且雄鳥體型略大於雌鳥，尾部的飾羽也來的較長。
與其近親最大的差異在於栗喉蜂虎的臀部及尾部為亮藍色，在光照充足的環境下是易於區別的特徵。相似種黄喉蜂虎與栗喉蜂虎的差異在前者喉部黃色，且具有黑色胸帶；而黑胸蜂虎尾部為綠色，且亦具黑色胸帶；彩虹蜂虎則有黑色尾部。

## 棲地與遷徙
栗喉蜂虎遍布印度次大陸的炎熱低地。通常以各種靠近水源的地區為其生存環境，包含紅樹林、潮汐河口、林地邊緣、森林空地、湖岸、河谷、種植園、農田、稻田以及郊區花園等。:338
視不同地區，這個物種有可具有遷徙性：在北半球的10至11月間其族群會自印度北方移動至南方及斯里蘭卡；而在廈門、金門、東南亞北部的族群則遷徙至更南部的地方，如緬甸的中部平原區、伊洛瓦底江下游、北丹那沙林山脈、安達曼群島以南、尼科巴群島、馬來西亞半島、印尼、帝汶、柬埔寨等地，一些個體也在蘇拉威西島和菲律賓過冬；並在隔年3、4月時再行返回北方繁殖。:338在雲南省、海南島、菲律賓、斯里蘭卡、新幾內亞的族群則為留鳥，但在斯里蘭卡及新幾內亞時也有部分族群是當地冬季時的侯鳥。:338

## 生態習性

### 食性

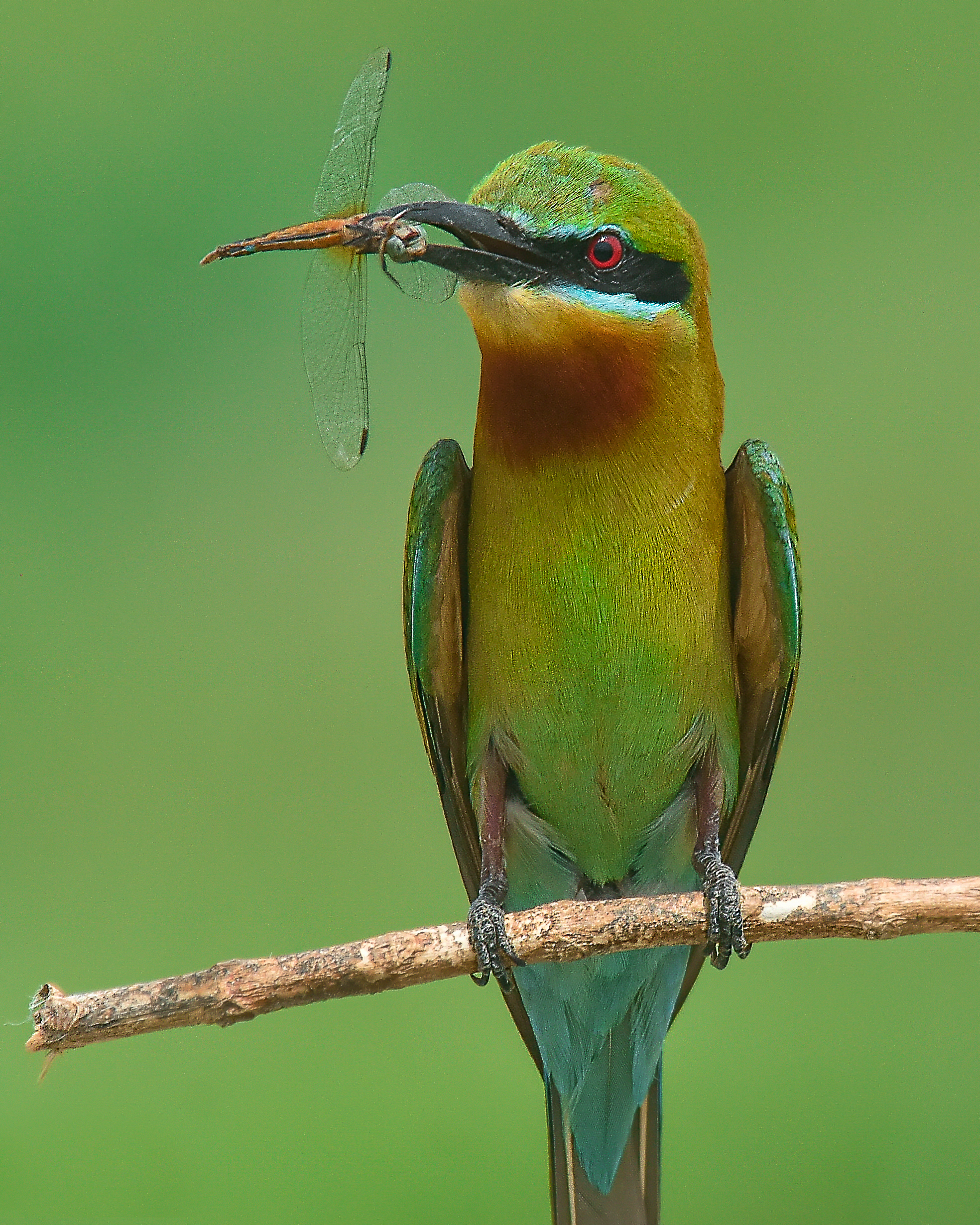
攝於孟加拉达卡

栗喉蜂虎主要以蜻蜓、黃蜂和蜜蜂等各種昆蟲為其食，而甲蟲、蝽象、蒼蠅、飛蛾、蝴蝶等也是其獵物選項之一，小型魚類也是潛在選項。:338牠們通常會以鬆散的群體在森林或水道的上空飛行，並捕食空中的昆蟲；或者棲息在樹梢和竹尖上，等待時機飛起並長距離追捕。:338若其獵物具有毒針，栗喉蜂虎會將其獵物的尾部在棲木上摩擦以排出毒液。:338其捕食蜜蜂的行為有時會對養蜂業帶來困擾。

### 繁殖

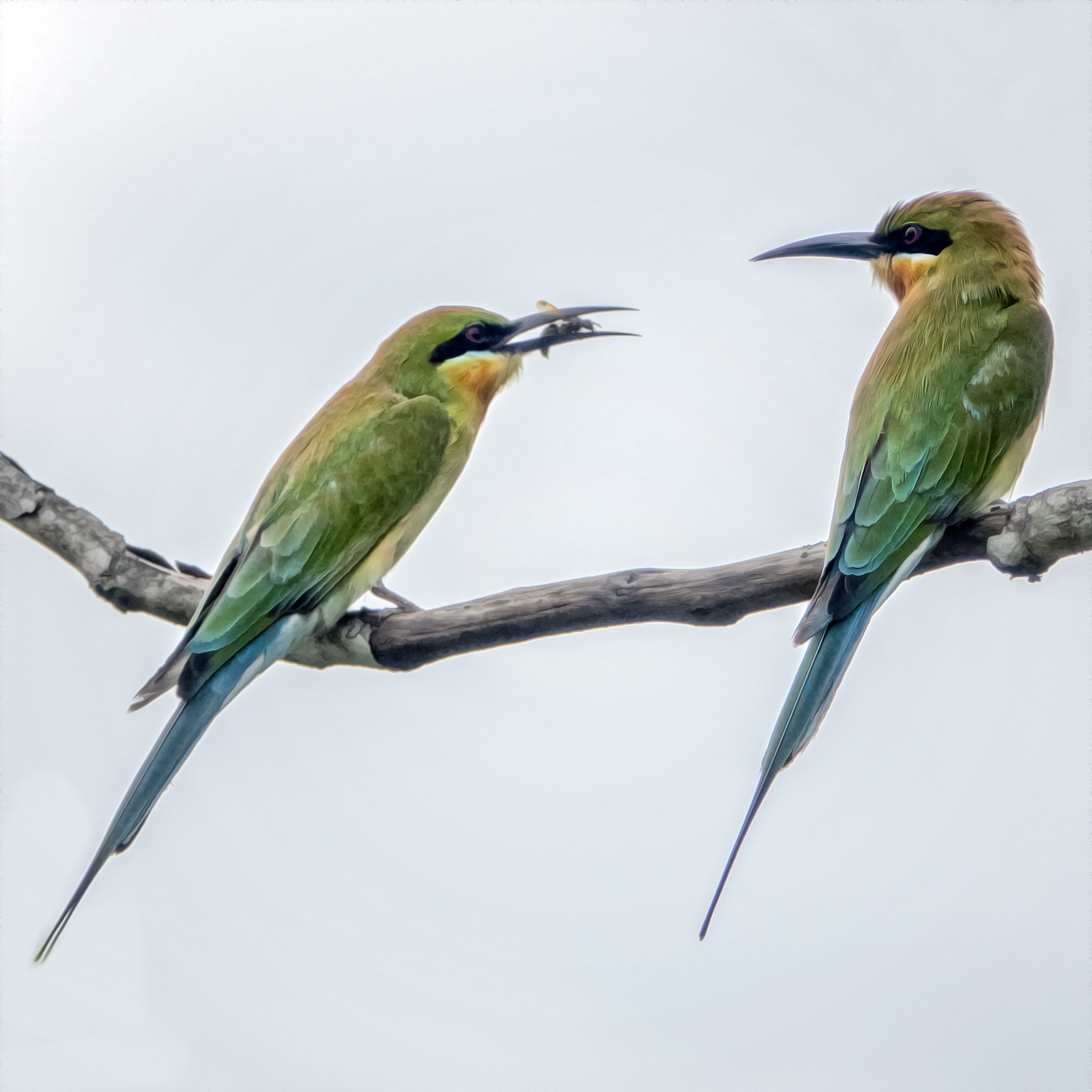
栗喉蜂虎雄鳥在求偶時會有餵食雌鳥的行為

栗喉蜂虎為社會上單配偶制的物種，其繁殖季在為三月至六月之間，集中於四、五月。這個物種常採群體繁殖，但有時也可見獨自繁殖的情形。根據在金門的研究，三四月左右時栗喉蜂虎就已經配對完成，而雄鳥會不時提供食物以獲得與雌鳥交配的機會。此外，雌鳥也偶發性與配偶之外的公鳥行偶外交配；也有部分巢穴則會有助手協助餵食雛鳥。

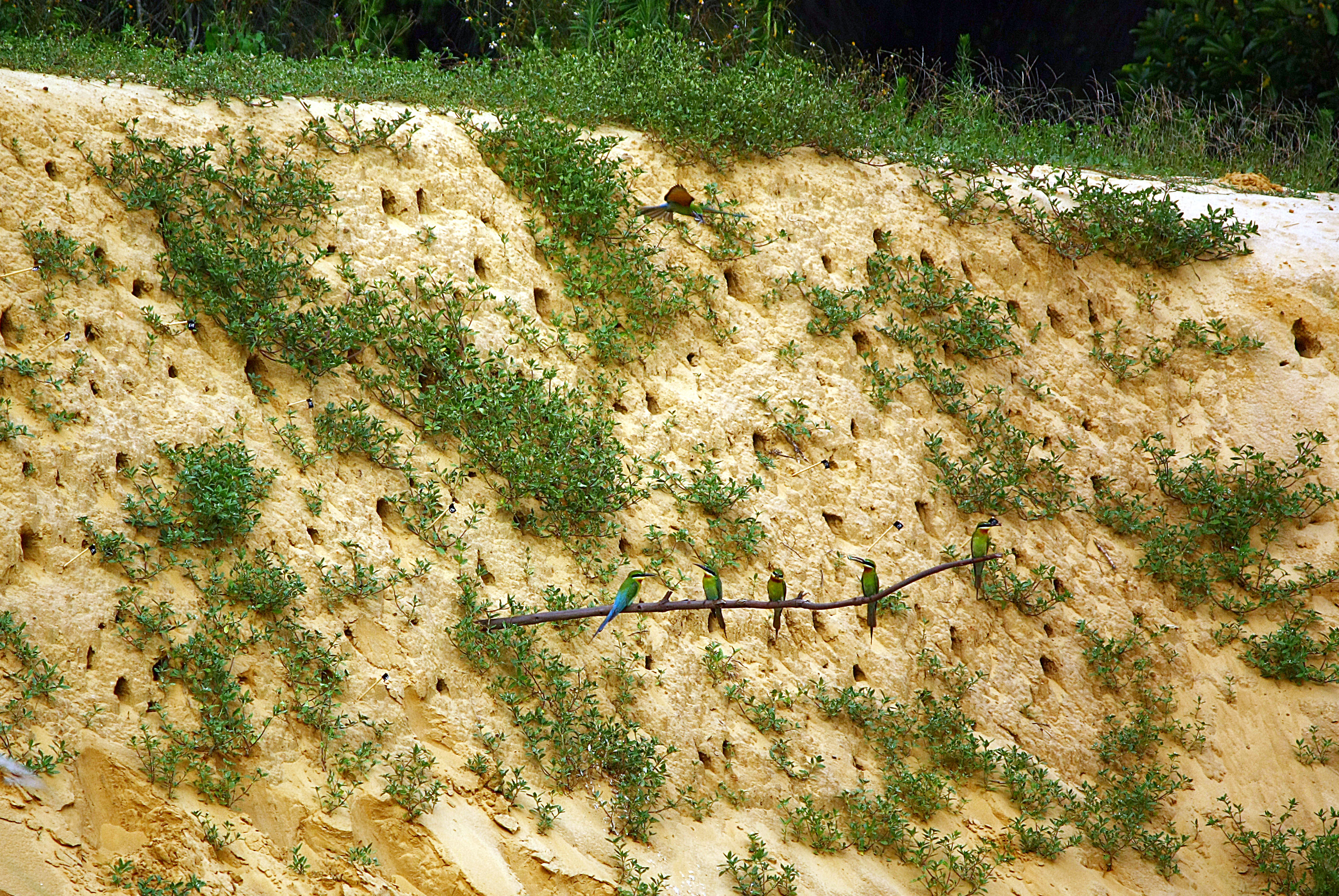
栗喉蜂虎常以群體繁殖的形式，在土坡上挖出大量的洞穴

通常兩親皆會輪流挖掘巢穴，其位置通常在植被較稀疏的河岸、池塘土堆、天然或人工懸崖上，以隧道的形式呈現，需時約10—20天。巢穴隧道直徑約6—8厘米，深度則可達2公尺，在末端膨大為一橢圓形巢室，直徑為15—20公分，高約8—10公分。當地的土質多為砂質壤土或砂質黏壤土，而不為黏壤土，可能與後者黏度較高而較難挖掘有關。
雌鳥每次產卵4—7枚，平均6枚；外觀為白色的圓形或橢圓形；平均大小為長23.2、寬20.1毫米。有時除了自行育雛之外，栗喉蜂虎也有「種內托卵寄生」的行為，即牠們會將卵產在其他同類的巢穴中以使宿主協助扶養其後代，但有時宿主也會選擇將卵踢出巢穴外，造成在巢穴外偶有完整棄卵的情況發生。
卵會由22—26天孵化，且具有同步孵化的情形。雛鳥在巢中受雙親扶養約20—24天後離巢；但仍會在開始遷徙之前仍常與親鳥形成約6、7隻的小型群體，學習覓食一段時間。

### 叫聲
其叫聲與藍頰蜂虎及馬達加斯加橄綠蜂虎幾乎沒有差別。其常見的聲音為具金屬音質且大的「滋哩、滋哩、滋哩…」顫音，或者是急促的「追一追一追一」聲。

## 天敵與威脅
栗喉蜂虎繁殖期間的主要天敵是老鼠及蛇，除了對活體有反應之外，根據實驗也發現牠們對假蛇及假老鼠有較激烈的驅敵行為；但對黑翅鳶及淡水龜則幾乎無反應。

## 數量與保育情形
栗喉蜂虎的數量雖尚未量化，但其族群在未有確切種群下降或存在重大威脅的情形下，被視為趨勢穩定。在《國際自然保護聯盟瀕危物種紅色名錄》中，因其棲地廣大、趨勢穩定，國際鳥盟將此物種列為無危物種。其族群在多個國家內的國家公園均有其蹤跡，例如印度加济兰加国家公园、斯里蘭卡雅拉國家公園、泰國考艾国家公园等處。:338
在臺灣，臺北市立動物園主持一項「金門栗喉蜂虎棄蛋孵育計畫」，將栗喉蜂虎在金門繁殖時所踢出的棄蛋運回動物園內飼養。截至2022年已拾獲464枚卵，而2020年的報告則表示247枚完整棄卵有18枚成功孵化，並於園內仿製了金門縣野外沙質壤土的仿岩巢區使這些栗喉蜂虎能夠自然展現其育雛行為。
- 中國大陸《国家重点保护野生动物名录》二級保護動物[33]

## 外部連結
- 维基共享资源上的相關多媒體資源：栗喉蜂虎
- 維基物種上的相關：栗喉蜂虎
- Xeno-canto上有关栗喉蜂虎的錄音
- YouTube上的夏日追風-栗喉蜂虎生態紀實